# Notropis cumingii
Notropis cumingii är en fiskart som först beskrevs av Günther, 1868.  Notropis cumingii ingår i släktet Notropis och familjen karpfiskar. Inga underarter finns listade i Catalogue of Life.